# Ivan Vilibor Sinčić

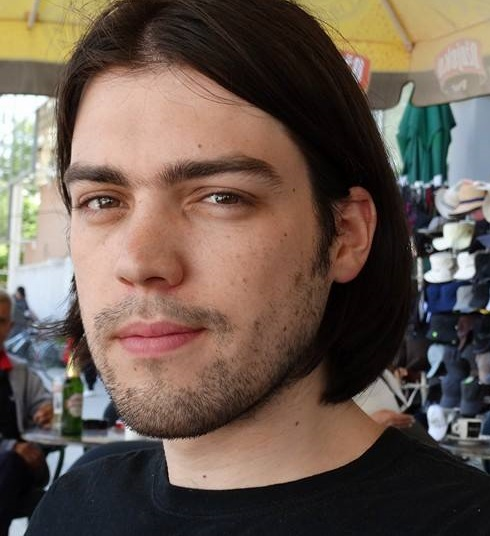
Ivan Vilibor Sinčić, 2015

Ivan Vilibor Sinčić (* 28. August 1990 in Karlovac, Kroatien) ist ein kroatischer Politiker. Er ist fraktionsloser Abgeordneter im Europäischen Parlament.

## Leben
Sinčić besuchte in seinem Geburtsort die Sekundarschule mit Schwerpunkt Mathematik. Danach studierte er an der Fakultät für Elektrotechnik und Informatik in Zagreb und schloss sein Studium mit einem Bachelor in Elektrotechnik und Informationstechnologie ab. Sein Masterstudium an derselben Fakultät ließ er ruhen.
Seine politische Karriere begann Anfang 2011. Sinčić nahm zu Zeiten härtester Sparmaßnahmen an Protesten gegen die HDZ-Regierung (kroatisch Hrvatska demokratska zajednica ‚Kroatische Demokratische Union‘) sowie gegen die allgemeine Ungerechtigkeit, Unordnung und Korruption im Land teil. Einige Monate später wurde er eines der ersten Mitglieder der damaligen politischen Partei Savez za promjene (kroatisch Savez za promjene ‚Allianz für Änderungen‘).
Sinčić wurde ein sehr engagierter Aktivist und Politiker und bemühte sich, die Zwangsräumung von Menschen zu verhindern, die von Banken, Gerichten und dem Staat aufgrund von Wucherschulden auf die Straße geworfen wurden. Ende 2012 wurde er Vizepräsident von Stop deložacijama (kroatisch Stop deložacijama ‚Zwangsräumungen stoppen‘), einer Vereinigung, die die Opfer von Zwangsräumungen verteidigt und unterstützt.
Im Sommer 2014 änderten er und seine Kollegen den Namen ihrer Partei Savez za promjene in Živi zid (kroatisch Živi zid ‚Lebendige Mauer‘). Neben seinen Aktivitäten gegen Zwangsräumungen organisierte Sinčić zusammen mit Živi zid-Aktivisten Proteste, vor allem gegen die Korruption im Management des Ölkonzerns Industrija nafte (INA), des Stromversorgers Hrvatska Elektroprivreda (HEP) und des Medienunternehmens Hrvatska radiotelevizija (HRT).
2014 trat Sinčić zur Präsidentschaftswahl in Kroatien an. Er übte Fundamentalkritik am „politischen Establishment“ und an den Banken. Dass der Student beim ersten Wahlgang der Präsidentschaftswahl am 28. Dezember 2014 mit 16,5 % auf den dritten Platz hinter dem Amtsinhaber Ivo Josipović und Kolinda Grabar-Kitarović kam, war die Überraschung des Wahltages. Sinčić trat auch bei den kroatischen Parlamentswahlen 2015 an.
Im Frühjahr 2019 wurde er in das Europäische Parlament gewählt. Er ist fraktionsloser Abgeordneter.
Die Partei Živi zid wurde am 21. Mai 2022 in Ključ Hrvatske (kroatisch Ključ Hrvatske ‚Der Schlüssel zu Kroatien‘) umbenannt.